# Samsung Galaxy Trend 2 Lite
Samsung Galaxy Trend 2 Lite - бюджетный смартфон, выпущенный компанией Samsung Electronics в июле 2015 года. Как и все остальные смартфоны Samsung Galaxy, он работает на базе мобильной операционной системы Android. Он был выпущен примерно в то же время, когда Samsung объединил всю линейку Galaxy с моделями серии A и более поздней J.

## Технические характеристики

### Аппаратное обеспечение
Samsung Galaxy Trend 2 Lite работает на базе Spreadtrum SC8830 чипсета с 32-битным процессором 1,2 ГГц и ARM Mali-400 MP GPU. Он оснащен 4-дюймовым TFT LCD сенсорным экраном. Телефон поддерживает 3G+, имеет слот для карты microSIM. Он оснащен съемным аккумулятором.

#### Камера
Galaxy Trend 2 Lite оснащен 3,2-мегапиксельной камерой со светодиодной вспышкой, фронтальная камера отсутствует. Задняя камера имеет 4 режима съемки. Она может записывать видео в формате 480p со скоростью 24 кадра в секунду.

#### Память и хранилище
Galaxy Trend 2 Lite оснащен 512 MB оперативной памяти и 4 GB внутренней памяти. Он поддерживает съемные карты MicroSD для расширения памяти до 64 GB.

### Программное обеспечение
Устройство работает под управлением Android 4.4.4 KitKat с TouchWiz от Samsung. пользовательским интерфейсом Essence UX.

## Внешние ссылки
- samsung.com — официальный сайт Samsung Galaxy Trend 2 Lite